# ماکنباخ
ماکنباخ (به آلمانی: Mackenbach) یک شهر در آلمان است که در کایزرسلاوترن واقع شده‌است. ماکنباخ ۲٬۰۱۸ نفر جمعیت دارد.